# George Treadwell
George Treadwell (*  21. Dezember 1919 in New Rochelle; † 14. Mai 1967 in New York City) war ein US-amerikanischer Jazz-Trompeter, Komponist und Musikmanager.
1941/42 spielte er in der Hausband von Clark Monroe’s Uptown House, Ende 1942 in Florida mit Benny Carter, im Sunset Royal Orchestra des Pianisten Ace Harris und bei Tiny Bradshaw. 1943 bis 1946 war er bei Cootie Williams und 1946/47 bei J. C. Heard, wo er Sarah Vaughan kennenlernte, die er 1947 heiratete. Er nahm mit Dicky Wells und 1946 mit Ethel Waters auf. Mit Dusty Fletchers Version von Open the Door, Richard! hatte er 1947 einen Hit in den R&B-Charts.
Ende der 1940er gab er den Musikerberuf auf und wurde Manager seiner Frau Sarah Vaughan, was er bis zur Scheidung der beiden – 1957 – blieb. Er war auch der Manager von The Drifters und von Ruth Brown. Ab 1959 wirkte er auch als Rhythm & Blues Komponist.